# Pritchardia puella
Pritchardia puella är en tvåvingeart som beskrevs av Stanley Willard Bromley 1932. Pritchardia puella ingår i släktet Pritchardia och familjen rovflugor. Inga underarter finns listade i Catalogue of Life.